# 小畑しゅんじ
小畑 しゅんじ（おばた しゅんじ、1943年 - ）は、日本の漫画家。大阪府出身。

## 略歴
- 1965年『金星○計画』（週刊少年マガジン）で、デビュー[1]。

## 作品リスト
- 金星○計画（週刊少年マガジン、1965年）
- チャー坊とポコちゃん（面白少年）
- タイタン（週刊少年マガジン）
- 脱走特急（週刊少年マガジン、1965年）
- 血だるまの掟（1966年）
- キャプテンウルトラ（週刊少年サンデー、1967年8号 - 38号）
- 人切り文吾（週刊少年サンデー、1967年47号）
- 大鬼人（週刊少年サンデー増刊 1967年お正月傑作まんが号）
- アリ人間（小学四年生、1968年6月号別冊付録）[2]
- 人を呼ぶ湖（週刊少年マガジン、1969年21号 - 23号）
- 死の扇（別冊少年マガジン、1969年9月号）
- 残酷!へび人間（別冊少年マガジン、1970年1月号）
- 夜間中学（別冊少年マガジン、1970年3月号）
- 赤いファイター（原作：神保史郎、中学二年コース、1970年4月号 - 1971年3月号）
- 織田信長（原作：宮崎惇、講談社、1970年）[3]
- ガッツジュン（原作：神保史郎、週刊少年チャンピオン、1971年）
- マスクマン0（原作：小池一夫、冒険王、1971年9月号 - ）
- ネオマスク（原作：辻真先、週刊少年チャンピオン、1972年7号-29号）
- ほえろガクラン（週刊少年チャンピオン）
- 鉄人タイガーセブン（原作：うしおそうじ、冒険王、1973年7月号 - 1974年4月号）
- 愛の戦士レインボーマン（原作：川内康範、冒険王、1973年8月号 - 10月号）
- ゲタバキ甲子園（週刊少年マガジン、1975年33号 - 1976年2号／月刊少年マガジン、1976年ごろ）[4][5]
- スクラム青春（冒険王、1976年9月号 - 1977年3月号）
- マットの獅子王（原作：梶原一騎、構成：真樹日佐夫、週刊少年キング、1976年19号 - 1977年20号）
- 悪仮面（少年アクション、1976年8号 - 19号）

## 師匠
- 桑田二郎